# 서면초등학교 (충남)
서면초등학교는 대한민국 충청남도 서천군 서면 신합리에 있는 공립 초등학교이다.

## 학교 연혁
- 1936년 5월 25일 서면공립보통학교 개교
- 1938년 4월 1일 교명 변경 (서면공립심상소학교)
- 1941년 4월 1일 교명 변경 (서면공립국민학교)
- 1959년 4월 1일 칠성국민학교 분리 (6학급)
- 1964년 4월 1일 서도국민학교 분리 (7학급)
- 1981년 3월 1일 병설유치원 개원
- 1991년 3월 1일 칠성분교장 편입
- 1994년 3월 1일 칠성분교장 통합
- 1996년 3월 1일 서면초등학교 개칭
- 2019년 12월 30일 제79회 졸업식(총 4,622명(12명) 졸업)
- 2020년 3월 1일 일반학급 6학급, 특수학급 1학급(7학급)

## 참고 자료
- 서면초등학교 - 한국교육학술정보원 학교알리미